# Xihu (sockenhuvudort i Kina, Zhejiang Sheng, lat 30,24, long 120,12)
Xihu är en sockenhuvudort i Kina. Den ligger i provinsen Zhejiang, i den östra delen av landet, nära eller i provinshuvudstaden Hangzhou. Antalet invånare är 30 008. Befolkningen består av 15 126 kvinnor och 14 882 män. Barn under 15 år utgör 8,0 %, vuxna 15-64 år 82 %, och äldre över 65 år 9,0 %.
Runt Xihu är det tätbefolkat, med 881 invånare per kvadratkilometer. Närmaste större samhälle är Hangzhou, 7,1 km nordost om Xihu. 
Genomsnittlig årsnederbörd är 1 869 millimeter. Den regnigaste månaden är juni, med i genomsnitt 328 mm nederbörd, och den torraste är november, med 74 mm nederbörd.